# Helichrysum stenocladum
Helichrysum stenocladum là một loài thực vật có hoa trong họ Cúc. Loài này được A.Chev. mô tả khoa học đầu tiên năm 1926.